# Johann Kleinschmidt (Kanzler)
Johann Kleinschmidt (* 1536 in Kassel; † 25. Juli 1587 in Darmstadt), auch: Johannes Kleinschmidt, war ab 1575 bis zu seinem Tod Kanzler der Landgrafschaft Hessen-Darmstadt.

## Persönliche Verhältnisse

### Herkunft
Die Eltern von Johann Kleinschmidt waren ein gleichnamiger „Johann Kleinschmidt“ aus Homberg (Efze), der an der Universität Marburg studiert hatte, 1569/70 Schöffe und Ratsherr und 1567–1577 Kämmerer der Stadt Kassel war. Er starb am 23. Oktober 1580 in Kassel. Verheiratet war er mit Elisabeth Weitzel (* 1514).

### Familie
Johann Kleinschmidt heiratete am 11. Mai 1568 in Kassel die verwitwete Catharina, geborene Klüppel, aus Korbach oder Höxter, die zuvor mit dem Amtmann Henrich Weiters aus Helmarshausen verheiratet war, und am 5. November 1590 in Darmstadt starb. Aus der Ehe gingen drei Söhne und zwei Töchter hervor, darunter
- ein weiterer Johann Kleinschmidt (1569–1611), der ebenfalls Jurist, Kanzleiprokurator und später Bürgermeister von Kassel wurde.[2]
- Heinrich Kleinschmidt (22. Februar 1571 in Kassel; † 17. Juni 1648 in Marburg), wo er Hofgerichtsrat war.[1]
- Johann Philipp (1577–1634), Geheimer Rat und Hofgerichtsrat in Darmstadt.[2]
- Marie Catharine, verheiratet mit Philipp Lulejus († 1632), Syndikus und Schultheiß in Oppenheim.[2]

## Karriere
Johann Kleinschmidt besuchte die „Städtische Gelehrtenschule“ in Kassel und wechselte dann 1553 zunächst auf die Landesuniversität in Marburg. Weiter studierte er mit einem Stipendium Philipp des Großmütigen in Italien und bekam an der Universität Basel den Doktor beider Rechte verliehen. 1566 kehrte er nach Kassel zurück und wurde dort Kanzlei-Prokurator.
Zum 1. Mai 1567 wurde er von Landgraf Wilhelm IV. von Hessen-Kassel zu dessen Rat ernannt. 1571 ging er auf Bitten von Anna von Tecklenburg-Schwerin, mit der der Landgraf über seine Großmutter verwandt war, als Kanzler in die Grafschaft Bentheim. Anschließend wechselte er 1574 wieder nach Hessen zurück, wo er Kanzler von Landgraf Georg I. und der Landgrafschaft Hessen-Darmstadt wurde. Georg I. beauftragte ihn damit, das Recht, das in der Landgrafschaft angewandt wurde, zu sammeln. Das Projekt wurde vermutlich 1569 abgeschlossen. Diese Rechtssammlung wurde zunächst nicht veröffentlicht, da die vier regierenden hessischen Landgrafen versuchten, eine für alle vier Landesteile gemeinsame Rechtsordnung zu vereinbaren. Das Projekt scheiterte jedoch. Georg I. holte deshalb 1589 Kleinschmidts Entwurf wieder aus der Schublade. Das Hofgericht Marburg hatte aber Bedenken, verzögerte die Angelegenheit noch, aber ab 1591 wurde die von Johannes Kleinschmidt zusammengestellte Sammlung als Landrecht der Obergrafschaft Katzenelnbogen angewandt. Sie blieb bis zum 1. Januar 1900 in Kraft, als das einheitlich im ganzen Deutschen Reich geltende Bürgerliche Gesetzbuch in Kraft trat.
Johann Kleinschmidt war Mitglied der Gesandtschaft der hessischen Landgrafen auf dem Reichstag in Augsburg 1566 und im Folgejahr vertrat er dort die hessischen Territorien zusammen mit Jacob Lersner. Auch auf dem Reichstag in Regensburg 1576 vertrat Johann Kleinschmidt alle vier der damals bestehenden hessischen Landgrafschaften gemeinsam.

## Tod
Johann Kleinschmidt wurde in der Stadtkirche Darmstadt begraben.